# 범블비 (영화)
《범블비》(영어: Bumblebee)는 2018년 개봉한 미국의 SF, 액션 영화이다. 트래비스 나이트가 감독을, 크리스티나 호드슨이 각본을 맡았다. 트랜스포머 시리즈의 범블비를 소재로 한 작품이며, 여섯 번째 실사 영화 작품이며 스핀오프 작품이다.
전작들과 달리 마이클 베이가 연출을 맡지 않은 시리즈 작품이다.

## 줄거리
진짜 이야기는 지금부터다!

아무도 몰랐던 이야기가 시작된다!

지속된 디셉티콘과의 전쟁에서 위기에 몰린 옵티머스 프라임은 중요한 임무를 가진 오토봇을 지구로 보낸다.

지구에 도착한 오토봇은 인간들에게 쫓기게 되고, 낡은 비틀로 변신해 폐차장에 은둔하던 중,

찰리라는 소녀에 의해 발견된다.

비틀을 수리하던 찰리는 자신의 낡은 자동차가 거대한 로봇으로 변신하는 놀라운 광경을 목격하고,

모든 기억이 사라진 그에게 ‘범블비’라는 이름을 지어주며 서로에게 특별한 존재가 되어간다.

하지만, 범블비의 정체를 파헤치려는 인간들과 그가 가진 비밀을 쫓는 디셉티콘의 추격과 압박은 점점 더 심해지는데…

## 출연

### 사람
- 헤일리 스타인필드 - 찰리 왓슨 역
- 존 시나 - 잭 번스 역
- 조지 렌드보그 주니어 - 메모 역
- 존 오티즈 - 파웰 박사 역
- 제이슨 드러커 - 오티스 왓슨 역
- 패멀라 애들론 - 샐리 왓슨 역
- 스티븐 슈나이더 - 론 역
- 렌 카리오 - 행크 삼촌 역
- 그레이시 지에니 - 티나 역
- 리카도 호요스 - 트립 역
- 에드원 호지 - 대니 역
- 글린 터먼 - 웨일렌 장군 역
- 닉 필라 - 시몬스 요원 역
- 사친 바트 - 휴튼 비행기 조종사 역
- 팀 마틴 글래슨 - 찰리 아버지 역
- 콜린 홀츠 - 크레이그 역
- 프레드 드라이어 - 락 보안관 역
- 레니 제이콥슨 - 로이 역
- 메긴 프라이스 - 엠버 역
- 안토니오 D. 채러티 - 정비공 빌 역

### 트랜스포머

#### 오토봇
- 딜런 오브라이언 - B-127 / 범블비 목소리 역
- 피터 컬런 - 옵티머스 프라임 목소리 역
- 그레이 그리핀 - 아시 목소리 역
- 스티브 블룸 - 휠잭 목소리 역
- 앤드루 모가도 - 클리프점퍼 목소리 역
- 커크 베일리 - 브라운 목소리 역
- 데니스 싱글터리 - 래칫 목소리 역

#### 디셉티콘
- 앤절라 배싯 - 섀터 목소리 역
- 저스틴 서룩스 - 드롭킥 목소리 역
- 데이비드 소볼로프 - 블리츠윙 목소리 역
- 존 베일리 - 쇼크웨이브 목소리 역

## 그 외
2018년 12월 10일 범블비 영화 공식 영화 인스타그램은 피터 컬런이 은퇴하다는 잘못된 글을 올렸다.